# Le Teckel
Pour plus de détails, voir Fiche technique et Distribution.
Le Teckel (Wiener-Dog) est une comédie américaine écrite et réalisée par Todd Solondz, sortie en 2016.

## Synopsis
Le portrait d’un teckel et de tous ceux auxquels il apporte un bref instant de bonheur au cours de son voyage.

## Fiche technique
- Genre : Comédie
- Dates de sortie :
  - États-Unis : 22 janvier 2016 (Festival du film de Sundance)
  - France : 19 octobre 2016

## Distribution
- Kieran Culkin : Brandon
- Danny DeVito :  Dave Schmerz
- Greta Gerwig : Dawn Wiener
- Ellen Burstyn : Nana
- Zosia Mamet : Zoe
- Julie Delpy : Dina
- Michael James Shaw : Actor
- Tracy Letts : Danny
- Kett Turton : Director
- Devin Druid : Dwight
- Samrat Chakrabarti : Doctor
- Trey Gerrald : Zeno
- Jen Ponton : Kristy
- Alexis Suarez : Police Officer
- Bridget Brown : April
- Andrew Pang : Wong
- Keaton Nigel Cooke : Remi
- Connor Long : Tommy
- Melo Ludwig : Little Girl
- Scott Martin : Street Vendor
- Steven Ted Beckler : FBI Agent
- Rigoberto Garcia : Jose
- Bridget M. Brown : April

## Influences
Todd Solondz revendique pour ce film l'influence de Au Hasard Balthazar, de Robert Bresson.